# 쑤이화역
쑤이화역(중국어: 绥化站, 병음: Suíhuàzhàn, 한자음: 수화참)은 헤이룽장성 쑤이화시 베이린구에 위치한 철도역이다. 1928년에 건설되었으며, 빈베이 철로(滨北铁路)와 쑤이자 철로(绥佳铁路)가 이 역을 지난다. 하얼빈 철로국(哈尔滨铁路局) 소속이며, 1등역에 속한다.

## 인접정차역
- 빈베이 철로
  - 완파춘 역 ← 17 km 쑤이화 역 13 km → 사위안 역
- 쑤이자 철로
  - 쑤이화 역 12 km → 싱푸 역